# Кровавая вечеринка 2
«Кровавая вечеринка 2» (англ. The Slumber Party Massacre II) — американский слэшер 1987 года режиссёра Деборы Брок. Фильм также известен под названиями «Резня на девичнике 2» и «Резня на ночном девичнике 2». Премьера фильма состоялась 30 октября 1987 года.

## Сюжет
Девушку Кортни, которая выжила после событий первой части, теперь мучают кошмары. В её кошмарах она видит свою сестру в психиатрической лечебнице и маньяка в кожаной одежде, с гитарой, где вместо грифа сверло. Однажды Кортни отправляется вместе с подругами и парнями в пустой жилой дом, который отец купил одной из подруг. Однако Кортни постоянно что-то мерещится, но её друзья ничего не обнаруживают. Наконец одно из таких видений в виде маньяка с гитарой, где сверло вместо грифа, оказывается реальным и начинает убивать отдыхающих.

## В ролях
- Кристал Бернард — Кортни
- Атанас Илич — маньяк с гитарой
- Дженнифер Родс — Миссис Бейтс

## Образ убийцы
Убийца-маньяк в фильме имеет свои характерные особенности и специфический образ. Ввиду того, что фильм имеет некоторые комедийные элементы, убийца, в ходе совершения преступных действий, начинает играть на своей электрогитаре, которая всегда при нём, танцевать под рок-н-ролльные мелодии и т. д. Кроме того гитара убийцы имеет свою особенность — вместо грифа у неё сверло, которое убийца пытается применять для лишения жизни людей. Также убийца использует цитаты из песен известных рок-н-ролльных музыкальных коллективов — «I Can Get No Satisfaction» из песни «Удовлетворение» группы «Rolling Stones», «Come on Baby, Light my Fire» из песни «Зажги мой огонь» группы «Doors».